# アンリ・ラ・フォンテーヌ
アンリ＝マリー・ラ・フォンテーヌ（Henri-Marie La Fontaine、1854年4月22日 - 1943年5月14日）は、ベルギー出身の国際弁護士。1907年から1943年まで国際平和ビューローの事務局長を務めた。1913年にノーベル平和賞を受賞した。

## 来歴・人物
ブリュッセル自由大学で法律を学んだ後、1877年に法廷弁護士となり、国際法の権威としての名声を確立した。1893年、ブリュッセル自由大学の国際法の教授に就任。1895年、ベルギー労働党から上院に当選した。1919年から1932年にかけては上院副議長を務めた。
1882年に設立された常設国際平和局に対してラ・フォンテーヌは早くから興味を持っており、常設国際平和局がハーグ陸戦条約の締結に関わるきっかけを作った。彼自身もベルギーの代表として1919年のパリ講和会議や1920年 - 1921年の国際連盟総会に出席した。また世界平和実現のため世界知識人センター(Centre Intellectuel Mondial)を設立（のちに国際連盟の知的協力機関(League of Nations Institute for Intellectual Co-operation)に併合）し、世界学校や世界大学、世界議会、国際裁判所などの組織を提案した。またポール・オトレと協力して国際書誌学研究所(Institut International de Bibliographie)を設立した（国際情報ドキュメンテーション連盟の前身）。
ラ・フォンテーヌは法律のハンドブックを数多く著しており、また国際調停の歴史についての大著を書いている。雑誌La Vie Internationaleの創刊者でもあった。さらにフリーメイソンの一員であった。